# 上本森 (紐約州)
上本森（英語：Upper Benson）是位於美國紐約州漢密爾頓縣的非建制地區。

## 地理
上本森所處的海拔為高於海平面394米（即1293英呎），而該地所採用的時區為UTC-5，即北美东部时区（EST）。同時該地設有夏令時間，為UTC-5調快一小時，即UTC-4（EDT）。